# Ivan Tomas
Ivan Tomas (Koprivnica, 15 marzo 1981) è un ex cestista e allenatore di pallacanestro croato, che giocava come playmaker.

## Carriera
Ha militato anche con Zagabria e Cibona Zagabria (in patria), Lietuvos Rytas (in Lituania), Panellinios e PAOK (in Grecia), Široki (in Bosnia) e Fuenlabrada (in Spagna).
Ha più volte vestito la divisa della nazionale croata.

## Palmarès

### Giocatore
- Campionato croato: 2

Cibona Zagabria: 2006-07, 2009-10
- Coppa di Croazia: 1

Cibona Zagabria: 2013